# Microcara dispar
Microcara dispar là một loài bọ cánh cứng trong họ Scirtidae. Loài này được Seidlitz miêu tả khoa học năm 1874.